# 吕姆 (阿登省)
吕姆（法語：Lumes，法語發音：[lym]）是法国大東部大區阿登省的一个市镇，属于沙勒维尔-梅济耶尔区。

## 地理
吕姆（49°44'7"N, 4°47'2"E）面积6.14 平方千米，位于法国大東部大區阿登省，该省份为法国北部内陆省份，西接埃纳省，南至马恩省，东临默兹省，北与比利时接壤。
与吕姆接壤的市镇（或旧市镇、城区）包括：莱萨韦勒、沙朗德里-埃莱尔、默兹河畔努维永、圣洛朗、维莱-瑟默斯、维维耶欧库尔。
吕姆的时区为UTC+01:00、UTC+02:00（夏令时）。

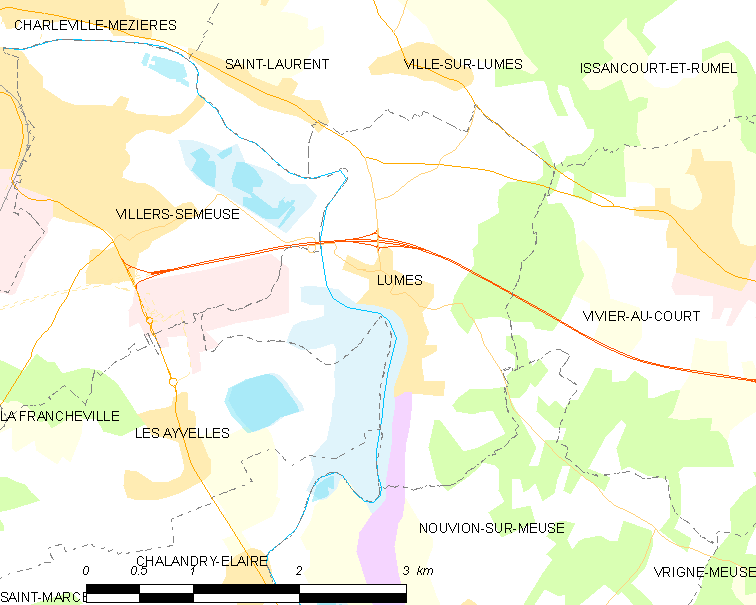
吕姆的OSM定位图

## 行政
吕姆的邮政编码为08440，INSEE市镇编码为08263。

## 政治
吕姆所属的省级选区为维莱-瑟默斯县。

## 人口

1962-2008年间吕姆人口变化图示

吕姆于2022年1月1日时的人口数量为1103人。